# Bhanowara
Bhanowara è una suddivisione dell'India, classificata come census town, di 7 732 abitanti, situata nel distretto di Bardhaman, nello stato federato del Bengala Occidentale. In base al numero di abitanti la città rientra nella classe V (da 5 000 a 9 999 persone).

## Geografia fisica
La città è situata a 23° 44' 08 N e 87° 01' 36 E.

## Società

### Evoluzione demografica
Al censimento del 2001 la popolazione di Bhanowara assommava a 7 732 persone, delle quali 4 099 maschi e 3 633 femmine. I bambini di età inferiore o uguale ai sei anni assommavano a 978, dei quali 500 maschi e 478 femmine. Infine, coloro che erano in grado di saper almeno leggere e scrivere erano 4 503, dei quali 2 787 maschi e 1 716 femmine.